# Șeful
Șeful (în spaniolă El jefe) este un film argentinian din 1958 regizat de Fernando Ayala pe baza unei povestiri de David Viñas. Rolurile principale au fost interpretate de actorii Alberto de Mendoza și Duilio Marzio. Coloana sonoră a fost compusă de Lalo Schifrin. A avut premiera la Buenos Aires la 23 octombrie 1958 în Sala Ambasadorului. A primit premiul Condorul de Argint (Cóndor de Plata) pentru cel mai bun film din 1959.

## Rezumat
Filmul prezintă un grup de delincvenți minori din marele oraș, care găsesc în „șeful” lor Berger (Alberto de Mendoza) un lider interlop capabil să rezolve problemele și să le împlinească dorințele. Berger conduce cu fermitate gașca de tineri, cultivând loialitatea - și chiar admirația - tinerilor printr-un amestec de carismă personală, lingușire și violență, în schimb le oferă bani și distracție, promițându-le un viitor criminal strălucit sub îndrumarea sa.
Povestea ia o întorsătură când gașca este implicată într-o crimă majoră, iar „Șeful” îi trădează pe tinerii grupului pentru a se salva, ceea ce duce la un rezultat dramatic.

## Distribuție
- Alberto de Mendoza – Berger
- Duilio Marzio – Carlos Solari
- Orestes Caviglia – Sr. Soto
- Leonardo Favio – Marcelo
- Luis Tasca – Siruli
- Graciela Borges – Mima
- Ignacio Quirós – Ruiz mayor
- Ana Casares – Linda
- Violeta Antier – Estela
- Pablo Moret – Müller
- Héctor Rivera – Gomina
- Emilio Alfaro – Ruiz menor
- Marcela Sola – Elvira Soto
- Fabio Zerpa – Polițist
- Rossana Zucker
- Isidro Fernán Valdez – Lic. Martínez Ronda
- Chela Jordán
- Eduardo de Labar
- Rafael Diserio – Sr. Gramajo
- Martha Williams – Modelo
- Blanca Casanova
- Francisco Audenino – A. López Suárez
- Cayetano Biondo – Sr. Pereyra
- Santángelo
- Celia Geraldy – Sra. Gramajo

## Primire
Manrupe si Portela consideră că filmul este o: ”importantă alegorie despre peronism, care dacă ar fi fost filmată înainte ar fi fost senzațională, dar care a servit să-l dezvăluie pe Fernando Ayala ca o figură bazală a cinematografiei post-1955.”
Armando Rapallo a afirmat că filmul este o: „pictură lucidă a personajelor și o expoziție de ființe umane arhetipale, ușor identificabile, la scurt timp după căderea peronismului...”